# ベンキー・ジョイス
ベンキー・ジョイス（Venkatesha Venky Jois、1993年7月7日 - ）は、オーストラリア出身のバスケットボール選手である。身長202cm、体重104kgで、ポジションはパワーフォワード。Bリーグの滋賀レイクスターズに所属していた。